# عقوبة الإعدام في فرنسا

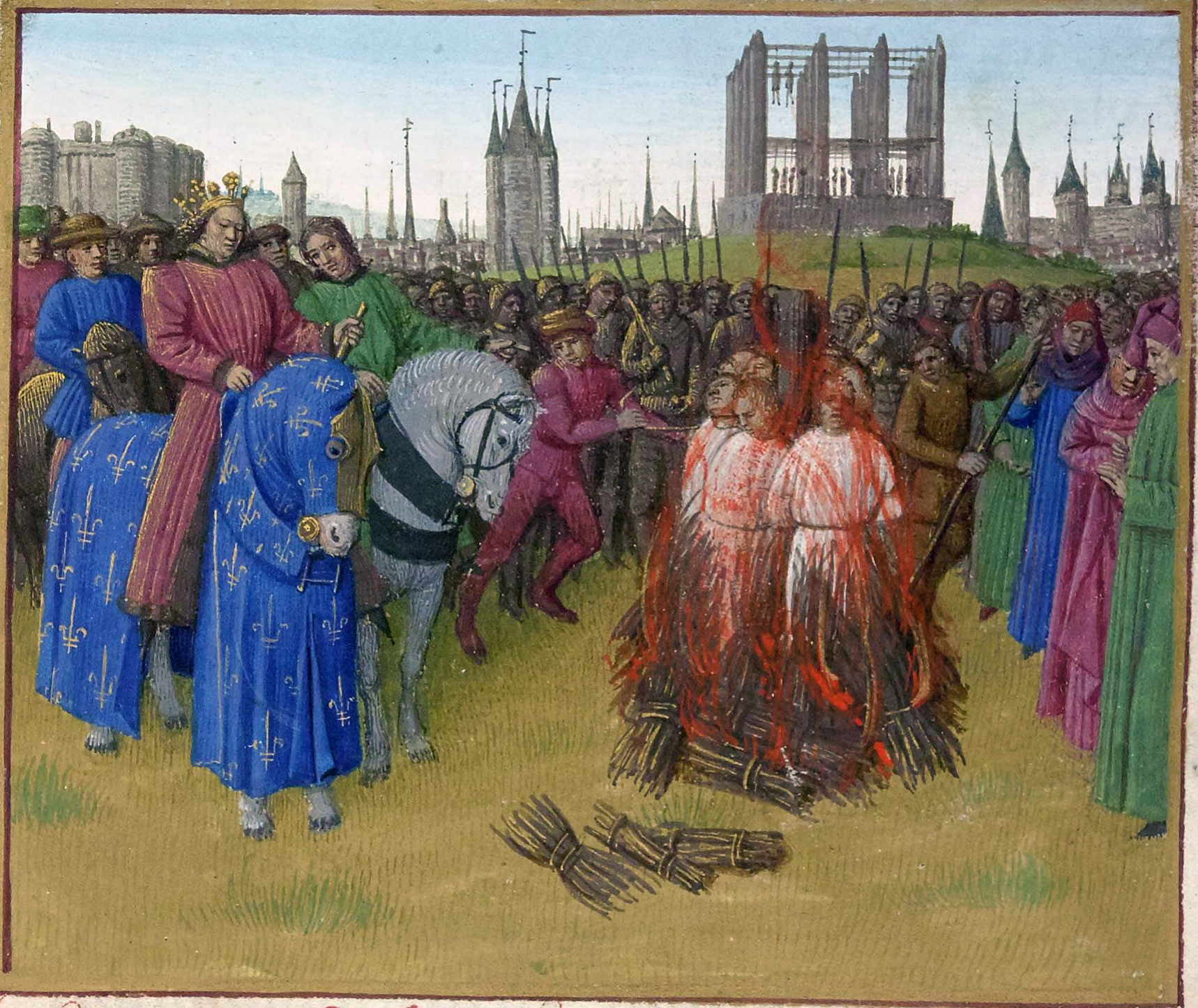

عقوبة الإعدام في فرنسا رسميا وجود من العصور الوسطى إلى أن تم إلغاؤه في عام 1981. آخر عمليات الإعدام وقعت في عام 1977، باستخدام المقصلة، وقد كان الإعدام القانوني الوحيد منذ الثورة الفرنسية.هذا وكان آخر حكم بالإعدام في ذلك الحين الجماعة الأوروبية.آخر شخص كان سينفذ حكم الإعدام عليه كان حميدة الجندوبي، في 10 سبتمبر 1977، وآخر جلاد لفرنسا كان مارسيل شوفالييه.

## التاريخ

### عقوبة الإعدام في إطار النظام العتيق
قبل 1791، كان هناك وسائل متنوعة لعقوبة الإعدام في فرنسا، وتعتمد الوسيلة على الجريمة وحالة الشخص المدان وذلك يتضمن قطع الرأس بالسيف (المخصصة للنبلاء)، والشنق للصوص، والحرق للزنادقة الخ.

### اعتماد المقصلة
أول حملة من أجل إلغاء عقوبة الإعدام بدأت 30 مايو 1791.في السادس من تشرين الأول / أكتوبر من تلك السنة أصدرت الجمعية الوطنية قانونا ينص على رفضها لإلغاء عقوبة الإعدام إلا أنها لم تمنع التعذيب. مع هذا القانون، قاموا أيضا بالإعلان أنه لن يكون هناك سوى وسيلة واحدة من وسائل التنفيذ: (أي شخص محكوم عليه بالإعدام سيقطع رأسه).
المقصلة اقترحت كوسيلة لتنفيذ الإعدام في عام 1789 من قبل جوزيف اينياس قيلوتين.في العام 1792 وضعت الثورة الفرنسية حدا للتعليقات عن طريق توحيد الإعدام بقطع الرأس للجميع بدلا من تخصيصه للنبلاء فقط. ولكن، وكما قطع رأس يتنوع عن طريق اليد أو شفرة الفأس هو طريقة غير فعالة نسبيا مقارنة بالتنفيذ شنقا، أخذ اقتراح مقصلة الميكانيكية بعين الاعتبار وتم اعتماده.الفكرة وراء استخدام المقصلة كان لايجاد وسيلة أكثر إنسانية لاتخاذ الحياة للمدانين بدلا من الوسائل الفوضوية السابقة المتبعة في تنفيذ الأحكام.استخدم الجهاز لأول مرة على نيكولا جاك بللوتيه يوم 25 أبريل 1792.و بعدها امتد استخدام المقصلة إلى بلدان أخرى، وهي المستعمرات الفرنسية في أفريقيا الهند الصينية الفرنسية.

### 1939 فصاعدا
وكانت عمليات الإعدام العلنية هي الأساس، واستمرت حتى عام 1939.منذ منتصف القرن التاسع عشر، المعتادة من الوقت لتنفيذ تغيرت أحكام الإعدام المعتادة من الساعة 3 صباحا إلى وقت الفجر.الإعدام قد نفذ في أوساط كبيرة مثل الأماكن العامة والساحات ولكن توجه تدريجيا في اتجاه السجن المحلي.في أوائل القرن العشرين أنشئت المقصلة خارج بوابات السجن.آخر من أعدم أمام الملأ هو يوجين وايدمان في 17 يونيو 1939 والذي كان قد أقدم على القتل ست مرات، خارج سجن سان بيار (جزء من قصر العدالة (في فرساي الآن.ظهرت صور لتنفيذ الحكم في الصحافة، ويبدو أن هذا المشهد دفع الحكومة إلى وضع حد لعمليات الإعدام العلنية واحتجازهم في السجن بدلا من الأفنية، مثل Santé سجن لو سانت في باريس.بعد القانون، كان أول من نفذ عليه الحكم داخل السجن هو جين ديهين الذي قتل زوجته وحماه، وقد أعدم في 19 يوليو 1939 في سانت برو.
شهدت فترة ال1940s وفترة الحرب زيادة في عدد حالات الإعدام، بما في ذلك أول إعدام للنساء منذ القرن التاسع عشر.
منذ العام 1950 وحتى عام 1970 انخفضت حالات الإعدام وعلى سبيل المثال قام الرئيس جورج بومبيدو بين عام 1969 إلى عام 1974 بمنح العفو لجميع الناس الا ثلاثة من خمسة عشر حكم عليهم بالإعدام.الرئيس فاليري جيسكار ديستان اشرف على الإعدام الأخير.

#### الرأفة
الحق الحصري في تخفيف عقوبة الإعدام يعود إلى رئيس الجمهورية، كما هو الحال في وقت سابق في الحكم.
الرئيس شارل ديغول، الذي يؤيد عقوبة الإعدام، حكم بالإعدام للمشترك لتسعة عشر شخصا، وخلال فترة حكمه تم إعدام 13 شخصا، والبعض الآخر أعدموا رميا بالرصاص لارتكابهم جرائم ضد أمن الدولة (آخر الذين أعدموا كان عضوا في منظمة الدول الأمريكية، كولونيل جان ماري باستين ثايري، الذي كان أحد منظمى محاولة اغتيال ديغول الشهيرة في 1962).
جورج Rapin، guillotined في عام 1960، وكان الحكم الصادر بحقه للمشترك ديغول. ولكن اوليفييه رفض العفو وأعدم.
لم تكن هناك عمليات إعدام خلال فترتي الحكم للرئيس المؤقت ألاين بوهيه في عام 1969 و1974.
الرئيس جورج بومبيدو، الذي كان شخصيا معارضا لعقوبة الإعدام، نفذ كل أحكام الإعدام إلا ثلاثة من كل أحكام الإعدام التي صدرت خلال فترة ولايته.
الرئيس فاليري جيسكار ديستان، الذي وفقا لما قاله بالحرف الواحد: «شعرت بنفور عميق تجاه عقوبة الإعدام»، ولكنه أيضا نفذ جميع أحكام الإعدام إلا ثلاثة منها.كان هو الرئيس في وقت آخر عملية إعدام في فرنسا.

#### العفو
واحد من الأمثلة على العفو العام عن جميع الأشخاص المحكوم عليهم بالإعدام والمنتظرين لتنفيذ حكم الإعدام وقعت في عام 1959، بعد تنصيب ديغول، (العفو ليس فعلا صادرا عن الرأفة ولكنه قانون سنه البرلمان).

## الإلغاء
كان أول نقاش حول عقوبة الإعدام في فرنسا قد وقع في 30 مايو 1791، مع عرض مشروع قانون يهدف إلى القضاء عليه.وكان المحامي لويس ميشال لوبيليتييه من سان فراقو وقد أيد المشروع من قبل قانون ماكسيميليان دي ربيسبييه.ومع ذلك، فقد قامت الجمعية الوطنية التأسيسية، في 6 أكتوبر 1791 برفض إلغاء عقوبة الإعدام.
في يوم 26 أكتوبر 1795، قام المؤتمر الوطني بإلغاء عقوبة الإعدام، وذلك فقط للدلالة على أيام السلم العام.مع وصول نابليون بونابرت، أعيد استخدام عقوبة الإعدام في 12 فبراير 1810 في قانون العقوبات للإمبراطورية الفرنسية والتي في الواقع لم تكن قد ألغيت بعد.
رئيس الجمهورية أرماند فاليريه، من مؤيدي الإلغاء كان قد استمر بشكل منتظم في العفو عن المحكوم عليهم بالإعدام على مدى السنوات الثلاث الأولى من سنات حكمه السبع.
في عام 1906 لجنة ميزانية غرفة الإيداع صوتت لقمع تمويل المقصلة.هذه الانتخابات تهدف إلى وقف تنفيذ هذا الإجراء.في يوم 3 يوليو 1908، قام حاكم سياكس، أريستيد بريان، بتقديم خطة لقانون الإيداع، بتاريخ نوفمبر 1906، التي تخص إلغاء عقوبة الإعدام.على الرغم من دعم جان جوريه، فقد تم رفض هذه الخطة في 8 كانون الأول / ديسمبر من قبل 330 صوتا في مقابل 201.
في ظل نظام فيتشي قام المارشال بيتان برفض العفو عن خمس نساء قد حكم عليهم بقطع الرأس (وهو ما لم يحدث منذ أكثر من 50 عاما).بيتان نفسه قد يحكم عليه بالإعدام بعد اطاحة نظام فيتشي ومحاكمات لاحقة من مسؤولي فيتشي.تحت حكم فنسنت اوريول /، قطعت رؤس ثلاث نساء، واحدة في الجزائر، واثنتان في فرنسا، كان آخرها في مرحلة الغضب في 1949.جب أخذ موافقة الجنرال شارل ديغول النهائية لتنفيذ حكم الإعدام على بيتانإلا أنه في النهاية لم يوافق على عقوبة الإعدام، وعدل الحكم على بيتان بالسجن مدى الحياة معتمدا على أساس الحالة الصحية السيئة التي كان يعاني منها بيتان.
مع لائحة اتهام من روبير بادنتير قام باتريك هنري بالإفلات من حكم الإعدام بتهمة قتل طفل في 21 كانون الثاني / يناير 1977.ويتوقع العديد من الصحف انتهاء عقوبة الإعدام. يوم 10 سبتمبر 1977، تم إعدام حميدة جندوبي وهي آخر شخص ينفذ فيه حكم الإعدام في فرنسا.
روبير بادنتير الذي ظل معارضا لعقوبة الإعدام لفترة طويلة ومحامي الدفاع عن عدد من رجال أعدموا في الماضي قد أصبح وزيرا للعدل وهو الذي اقترح النهاية لإلغاء عقوبة الإعدام في عام 1981، والتي تمت خلال الجمعية الوطنية مع دعم الرئيس المنتخب حديثا فرانسوا ميتران.الكتاب سحب أكثر من الدماء والفيلم المترتب على أحداث الكتاب تتضمن الظلم المحتمل في محاكمة وتنفيذ الإعدام على كريستيان رانوتشي قد وربما غير السليمة توثيق الإدانة وتنفيذ واحد من هؤلاء، المسيحية Ranucci، ويرجع إليه الفضل في المساعدة على التوصل إلى هذا الإلغاء.

### إلغاء العملية في عام 1981
- 16 مارس 1981 : خلال حملة الانتخابات الرئاسية، أعلن فرانسوا ميتران انه ضد عقوبة الإعدام.هذا وكان في الحزب الاشتراكي / 110 مقترحات لفرنسا البرنامج الانتخابي للحزب، جنبا إلى جنب مع غيرها من إصلاحات العدالة.وقد انتخب ميتران كرئيس يوم 10 مايو
- 25 مايو: فرانسوا ميتران عفوا فيليب موريس، وهو آخر شخص المحكوم عليه بالإعدام أن عفا.
- 26 أغسطس: وافق مجلس الوزراء على الخطة القانون، وإلغاء عقوبة الإعدام.
- 17 سبتمبر: روبير بادنتير وقدم مشروع القانون إلى الجمعية الوطنية.وقد تم التصويت عليه في 18 أيلول / سبتمبر، مع 363 صوتا مقابل 117.
- 30 سبتمبر: العديد من التعديلات Sénat وقد رفضت.القانون رسميا التصويت عليها من قبل المجلسين.
- 9 تشرين الأول / أكتوبر: صدر هذا القانون.آخر بلد في أوروبا الغربية على ممارسة إلغاء عقوبة الإعدام.

## إمكانية إعادة الإنشاء
اليوم، على الرغم من قلة من السياسيين الفرنسيين (وخصوصا زعيم اليمين المتطرف جان ماري لوبان تعلن نفسها أن تكون مؤيدة لعقوبة الإعدام، وإعادة إنشاء لن يكون ممكنا بدون الرفض الفرنسي من جانب واحد من عدة الدولية المعاهدات.
يوم 20 ديسمبر 1985، صدقت فرنسا «البروتوكول الإضافي رقم 6» في الاتفاقية الأوروبية لحماية حقوق الإنسان والأساسية الحريات.وهذا يعني أن فرنسا لم تعد قادرة على إعادة تأسيس عقوبة الإعدام، إلا في أوقات الحرب أو يندد الاتفاقية.
يوم 21 يونيو 2001، جاك شيراك بعث برسالة إلى رابطة «مجموعة» وقال انه ضد عقوبة الإعدام «انها معركة التي لدينا لقيادة بتصميم والإدانة.لأن العدالة لا معصوم ويمكن تنفيذ كل وقتل الأبرياء.لأن لا شيء يمكن أن يضفي الشرعية على إعدام القصر أو الأشخاص الذين يعانون من القصور العقلي.لأن الموت لا يمكن أبدا أن يشكل عملا من أعمال العدالة».
يوم 3 مايو 2002، وفرنسا، وبلدان أخرى وقعت في 30 البروتوكول رقم 13 على الاتفاقية الأوروبية لحقوق الإنسان.هذا وتحظر عقوبة الإعدام في جميع الظروف، حتى في أوقات الحرب.انها دخلت حيز التنفيذ يوم 1 يوليو 2003، بعد أن صدقت عليها 10 دولة.
رغم ما تقدم، في عام 2004، اقتراح القانون (عدد 1521) وضعت قبل الجمعية الوطنية الفرنسية، مما يشير إلى إعادة إنشاء لعقوبة الإعدام الإرهابية الأفعال.الاقتراح لم يعتمد.3 كانون الثاني / يناير 2006، أعلن جاك شيراك التنقيح للدستور والذي يهدف لإلغاء عقوبة الإعدام.(السابقة وفي 13 تشرين الأول / أكتوبر، وكان المجلس الدستوري يعتبر التصديق على البروتوكول الاختياري الثاني من المعاهدة الدولية استلزم ذلك تعديل الدستور.البروتوكول المعنية بالحقوق المدنية والسياسية التي تهدف إلى إلغاء عقوبة الإعدام.)
في 19 شباط / فبراير 2007، مؤتمر في فرنسا (الجمعية الوطنية ومجلس الشيوخ الفرنسي، لجمع شمل اليوم) بأغلبية ساحقة على تعديل الدستور التي تنص على أنه «لا يمكن لأحد أن يحكم عليه بالإعدام».هناك 828 صوتا لتعديل، و26 ضده.

## الاختلافات في الرأي الفرنسي
خلال القرن 20th، الفرنسية الرأي بشأن عقوبة الإعدام قد تغير كثيرا في عدد من استطلاعات الرأي أظهرت اختلافات كبيرة من وقت لآخر.
- في عام 1908، بيتي لو باريزيان اظهر استطلاع للرأي نشر في 77 ٪ من الأشخاص الذين طلب منهم كان مؤيدا لعقوبة الإعدام.
- في عام 1960، دراسة استقصائية عن IFOP وأظهرت أن 50 ٪ من الفرنسيين يعارضون، في حين كانت 39 ٪ ل.
- في عام 1972، في دراسة من نفس المعهد، و27 ٪ من الذين شملهم الاستطلاع في حين تم إلغاء 63 ٪ على عقوبة الإعدام.
- في عام 1981، لو فيجارو / / نفذ الاستطلاع في اليوم التالي لإلغاء التصويت.وأشار إلى أن 62 ٪ من الفرنسيين عن الحفاظ على عقوبة الإعدام.
- في عام 1998، IFOP / وفرانس سوار / واظهر المسح ان الآراء انقسمت إلى نصفين، مع 54 ٪ ضد عقوبة الإعدام و44 ٪ لذلك.
- في عام 2006، وتظهر الدراسة TNS سوفريس المعارضة من الشعب الفرنسي لعقوبة الإعدام بشكل عام: 52 ٪ حاليا ضد عقوبة الإعدام و41 ٪ منهم من المؤيدين لعقوبة الإعدام.
- في عام 2007، وفقا لمرصد نبيه ريد العالمية، نحو 52 ٪ من الفرنسيين لمكافحة عقوبة الإعدام و45 ٪ منهم من المؤيدين لعقوبة الإعدام. http://www.angus-reid.com/polls/view/death_penalty_backed_in_four_countries/
- في عام 2007، وفقا لNovatris / هاريس، 58 ٪ من الفرنسيين يؤيدون إلى اعدام الرئيس العراقي السابق صدام حسين. [1]

كما هو الحال في جميع عمليات المسح على هذا الموضوع الحساس، والرأي العام تماما للتغيير، اعتمادا على الشؤون الجارية.مختلف عمليات المسح قد أظهرت أن تتخذ، في ذلك الوقت من الجرائم المروعة (لا سيما تلك التي تؤثر على الأطفال)، والرأي العام يمكن أن يعود بسرعة إلى غالبية تؤيد إعادة تأسيس عقوبة الإعدام.

## تنفيذ أحكام الإعدام منذ عام 1959[2]
| الشخص المعدم                            | تاريخ التنفيذ  | مكان التنفيذ  | الجريمة                                      | الطريقة       | في عهد الرئيس        |
| جان دوبون                               | 14 أبريل 1959  | باريس         | قتل الأطفال مع سبق الإصرار والترصد           | المقصلة       | شارل ديغول           |
| أبكا أحمد                               | 30 يوليو 1959  | متز           | القتل العمد مع سبق الإصرار والترصد           | المقصلة       | شارل ديغول           |
| رينيه بونس                              | 21 يونيو 1960  | بوردو         | قتل الأم                                     | المقصلة       | شارل ديغول           |
| جورج رابين                              | 27 يوليو 1960  | باريس         | القتل العمد مع سبق الإصرار والترصد           | المقصلة       | شارل ديغول           |
| Dehil صلاح                              | 1 أكتوبر 1961  | باريس         | القتل العمد مع سبق الإصرار والترصد           | المقصلة       | شارل ديغول           |
| لويس جالبواد                            | 7 ديسمبر 1961  | مرسيليا       | قبل العديد من جرائم القتل والسرقة            | المقصلة       | شارل ديغول           |
| وقال اللفتنانت روجر ديقولدر             | 6 يوليو 1962   | ايفري سور سين | الخيانة / جرائم قتل متعددة                   | الرمي بالرصاص | شارل ديغول           |
| وقال اللفتنانت كولونيل جان باستين ثايري | 11 مارس 1963   | ايفري سور سين | الخيانة / اغتيال محاولة الاعتداء على الرئيس  | الرمي بالرصاص | شارل ديغول           |
| ستانيسلاس جوهانت                        | 17 مارس 1964   | باريس         | القتل بعد السرقة                             | المقصلة       | شارل ديغول           |
| ريمون أناما                             | 17 يونيو 1964  | فور دي فرانس  | القتل العمد مع سبق الإصرار والترصد           | المقصلة       | شارل ديغول           |
| روبرت أكتي                              | 27 يونيو 1964  | ليون          | القتل قبل السرقة                             | المقصلة       | شارل ديغول           |
| معزوز غوثي                              | 27 يونيو 1964  | ليون          | القتل العمد مع سبق الإصرار والترصد           | المقصلة       | شارل ديغول           |
| لامبرت غاو                              | 22 يونيو 1965  | فور دي فرانس  | القتل العمد مع سبق الإصرار والترصد           | المقصلة       | شارل ديغول           |
| سعيد حشاني                              | 11 أكتوبر 1966 | ليون          | العديد من جرائم القتل مع سبق الإصرار والترصد | المقصلة       | شارل ديغول           |
| غونتر فولز                              | 26 ديسمبر 1967 | متز           | قتل الأطفال بعد الاغتصاب                     | المقصلة       | شارل ديغول           |
| جان لوران اوليفييه                      | 11 مارس 1969   | اميان         | العديد من جرائم القتل للأطفال بعد الاغتصاب   | المقصلة       | شارل ديغول           |
| روجر بونتمز                             | 28 نوفمبر 1972 | باريس         | جناية القتل وتواطؤ بوفيه                     | المقصلة       | جورج بومبيدو         |
| كلود بوفيه                              | 28 نوفمبر 1972 | باريس         | قتل مأمور وهو يقضي حكما بالسجن مدى الحياة    | المقصلة       | جورج بومبيدو         |
| علي بنيانس                              | 12 مايو 1973   | مرسيليا       | بعد أن قتل الأطفال والشروع في القتل          | المقصلة       | جورج بومبيدو         |
| كريستيان رانوتشي                        | 28 يوليو 1976  | مرسيليا       | قتل طفل بعد اختطافه                          | المقصلة       | فاليري جيسكار ديستان |
| جيرامي كينييه                           | 23 يونيو 1977  | دويه          | قتل الأطفال بعد محاولة الاغتصاب              | المقصلة       | فاليري جيسكار ديستان |
| حميدة الجندوبي                          | 10 سبتمبر 1977 | مرسيليا       | التعذيب والقتل                               | المقصلة       | فاليري جيسكار ديستان |

## ابرز المعارضين لعقوبة الإعدام
- فولتير
- نيكولاس دي كوندورسيه (الفيلسوف)
- فكتور هوغو
- لألفونس دو لمارتين
- غاستون ليرو
- أريستيد بريان (سياسي، لفترة طويلة رئيس الوزراء ووزير)
- جان جوريس
- أرماند فاليري (الرئيس)
- ألبير كامو
- روبير بادنتير (محامي وزير العدل)
- فرنسوا ميتيران
- جاك شيراك (الرئيس)
- جورج براسينز (المغني والشاعر)

## أبرز المؤيدين لعقوبة الإعدام
- تشارلز دي سيكوندات، البارون دي مونتسكيو
- جان جاك روسو
- بنيامين ثابت (الفيلسوف والسياسي)
- أوغوست كومت (الفيلسوف)
- شارل ديغول (كان ضد عقوبة الإعدام بالنسبة للنساء)
- جان ماري لوبان
- الين ماديلاين (سياسي)